# Francisco Ventoso
Francisco José Ventoso Alberdi (født 6. maj 1982 i Reinosa, Kantabrien) er en tidligere professionel spansk landevejscykelrytter.